# Urbania (film)
Urbania – amerykański thriller filmowy w reżyserii Jona Sheara z 2000 roku na podstawie sztuki Daniela Reitza. 

## Opis fabuły
Epizod z życia pewnego geja, fascynującego się ciekawymi historiami dotyczącymi innych ludzi. Przeżywa on pewien traumatyczny wypadek, którego konsekwencją jest kolejna historyjka, tym razem z jego życia. Do końca projekcji filmu jednak nie pozostaje wyjaśnione, czy jest ona prawdziwa, czy wydarzyła się tylko w wyobraźni bohatera.